# Hada montana
Hada montana là một loài bướm đêm trong họ Noctuidae.